# Noto servizio
(Aldo Giannuli su Oggi)

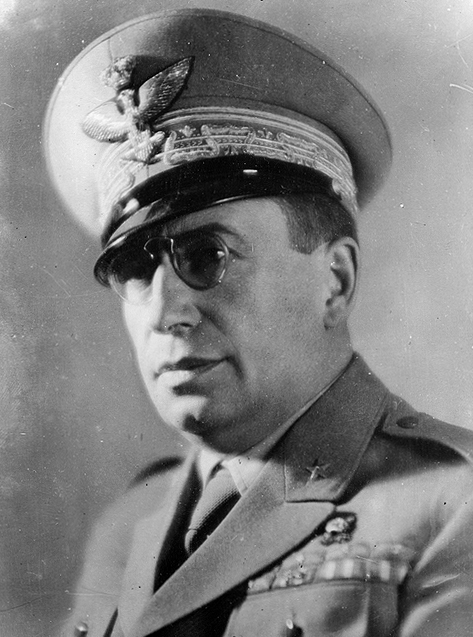
Il generale Mario Roatta, creatore del "noto servizio".

Noto servizio (detto anche anello), è stata un'organizzazione segreta italiana composta da soggetti pubblici e privati, creata verso la fine della seconda guerra mondiale e attiva, con varie trasformazioni, fino agli inizi degli anni 1990. Si trattò di una sorta di servizio segreto clandestino e parallelo, che fungeva da elemento di congiunzione tra gerarchie politiche e civili e gerarchie militari unite nella lotta al comunismo.
Avrebbero fatto parte di tale organizzazione l'investigatore privato Tommaso Ponzi, l'estremista di destra Gianni Nardi, il deputato Massimo De Carolis e il giornalista e senatore dell'MSI Giorgio Pisanò.

## Storia
Tale organizzazione sarebbe stata creata dal generale Mario Roatta tra il 1943 ed il 1944 con funzione di anticomunismo dopo la sua fuga a Brindisi, a seguito della firma dell'armistizio di Cassibile, assieme a Vittorio Emanuele III.Il militare riuscì a coinvolgere alcuni suoi vecchi sottoposti a seguirlo nella formazione del primo nucleo di questa nuova organizzazione, che in seguito nel 1945 lo aiutò ad evadere dall'ospedale militare in cui era detenuto e a fuggire in Spagna. Dopo la fine della seconda guerra mondiale in Europa, la struttura passò direttamente nelle mani degli Alleati e a dirigerla fu incaricato l'ufficiale di origine polacca Solomon Hotimsky, nome in codice "Otimsky", dell’armata del generale Władysław Anders.
La scoperta dell'esistenza di questa struttura segreta, avvenne nella seconda metà degli anni 1990 (tra il 1996 ed il 1998) grazie al lavoro dello storico e saggista Aldo Giannuli che, per conto del giudice milanese Guido Salvini e della Procura della Repubblica di Brescia, nell'ambito delle sue indagini sul terrorismo nero e sulle stragi di Piazza Fontana e Piazza della Loggia. In particolare vennero ritrovati circa 250 faldoni in un archivio dell'Ufficio Affari Riservati del Ministero dell'Interno abbandonato sulla via Appia Nuova, a Roma. Nel novembre del 2000, poi, la procura inviò tutti gli atti alla Commissione parlamentare sulle stragi e divennero di dominio pubblico.
Dall'inchiesta giudiziaria emerse che la stessa veniva utilizzata essenzialmente per operazioni di condizionamento politico anticomunista nonché in azioni che miravano ad avversare elementi e partiti della sinistra: formazione di dossier su fatti e personalità, campagne di disinformazione ed interventi diretti in molti scandali economici e criminali della Repubblica quali rapimenti ed eliminazione degli avversari attraverso la simulazione di incidenti stradali, come nel caso di Eugenio Dugoni, sindaco socialista di Mantova, e Bruno Di Pol, segretario della Camera del Lavoro di Milano.
Secondo gli inquirenti, l’"Anello" ebbe un ruolo in molte vicende oscure nell'Italia a partire dal secondo dopoguerra, durante gli anni di piombo e sino alla fine della guerra fredda. Dalla strage di piazza Fontana al caso Moro, al sequestro di Ciro Cirillo, l'assessore campano della DC rapito dalle Brigate Rosse nel 1981, ai traffici di armi e di petrolio e anche nella vicenda della fuga dell'Obersturmbannführer Herbert Kappler, responsabile dell'eccidio delle Fosse Ardeatine e fatto fuggire dall'ospedale militare del Celio nel 1977. Nel 1978, pochi giorni dopo il rapimento di Aldo Moro, tramite l'intervento dell'Anello, sarebbe stato individuato il covo terrorista di via Gradoli, a Roma.

## Organizzazione
Secondo gli atti scoperti, nel 1972 tale struttura avrebbe potuto contare su una rete di 164 uomini, alla cui direzione ci sarebbe stato Adalberto Titta, un aviatore della Repubblica di Salò e di professione geometra, ritenuto morto per infarto nel 1981. L’entità ebbe due gruppi, uno più numeroso composto da una cinquantina di elementi nel nord Italia e uno più piccolo nella zona di Roma. I due gruppi avrebbero avuto una certa autonomia l’uno dall’altro, pur essendo entrambi coordinati da Titta.
Potendo contare su una base operativa molto ristretta, il servizio era solito rivolgersi agli ambienti dell'eversione di destra e della malavita organizzata per reclutare manovalanza per le varie operazioni e facente comunque sempre capo ai vertici del SID ed, informalmente, alle dipendenze della Presidenza del Consiglio.
L'organizzazione disponeva inoltre di un aereo e di un elicottero in un campo d'aviazione oltre il confine svizzero e di numerose armi e munizioni occultate presso una caserma dell'Arma dei Carabinieri in via Moscova a Milano.

## Testimonianze

### Il ruolo di Andreotti
Secondo alcuni testimoni, a partire dal 1964, politicamente l'Anello faceva riferimento direttamente alla figura di Giulio Andreotti. Durante gli interrogatori condotti dalla Procura di Brescia, Michele Ristuccia, uno degli aderenti alla struttura, dichiarò che l'Anello «dipendeva direttamente dalla presidenza del Consiglio. La sua gestione è stata monopolio democristiano, tranne che nell'ultimo periodo, nel quale suppongo che anche il Psi sapesse, in quanto mi risulta che avesse fatto alcune richieste». I componenti della struttura segreta, sempre secondo il supertestimone, avevano in dotazione «un tesserino sulla base del quale era dovuta a loro cooperazione e immunità da responsabilità penali in cui avrebbero potuto incorrere per motivi di servizio. Preciso che non so se tutti i membri dell'Anello avessero questo tesserino, ma Titta certamente lo aveva e io l'ho potuto personalmente vedere, ricordo che aveva l'intestazione della presidenza del Consiglio dei ministri».

### Le dichiarazioni di Licio Gelli
Licio Gelli, ex maestro venerabile  della loggia massonica P2, i un'intervista rilasciata il 15 febbraio 2011, a Raffaella Fanelli e Mauro Consilvio e pubblicata dal settimanale Oggi, confermò il ruolo di Andreotti dichiarando che: "io (Gelli, ndr) avevo la P2, Cossiga la Gladio e Andreotti l'Anello".